# Cordula Möller
Cordula „Lalu“ Möller (* 21. Juni 1968 in Stuttgart) ist eine ehemalige deutsch-namibische Triathletin und Radrennfahrerin.

## Werdegang
1999 konnte sie auf der Triathlon-Langdistanz den Austria-Triathlon gewinnen (3,8 km Schwimmen, 180 km Radfahren und 42,195 km Laufen).

### Start für Namibia seit 2001
Nach fünf absolvierten Ironman-Distanzen verabschiedete sich Möller von Deutschland und tourte ab dem Sommer 2001 durch Afrika und seitdem startete sie im Triathlon und Radsport für Namibia. Sie hält auch die namibische Staatsangehörigkeit.
Dort wurde sie 2005 nationale Triathlon-Meisterin auf der Kurzdistanz (1,5 km Schwimmen, 40 km Radfahren und 10 km Laufen).
Sie ging 2008 beim Ironman South Africa an den Start und konnte den vierten Rang erreichen.
Im Straßenradsport wurde sie 2007 namibische Landesmeisterin im Einzelzeitfahren und 2008 im Einerstraßenfahren.

### Verkehrsunfall 2008
Im Dezember 2008 wurde die  Langdistanz-Athletin bei einem Verkehrsunfall schwer verletzt und tritt seitdem nicht mehr international in Erscheinung.

## Sportliche Erfolge
| Datum/Jahr    | Rang | Wettbewerb                           | Austragungsort | Zeit     | Bemerkung |
| ------------- | ---- | ------------------------------------ | -------------- | -------- | --- |
| 13. Apr. 2008 | 4    | Ironman South Africa                 | Port Elizabeth | 09:59:34 | hinter der Siegerin Bella Comerford. |
| 21. Okt. 2006 |      | Ironman Hawaii                       | Hawaii         | 10:29:51 | |
| 19. März 2006 | 3    | Ironman South Africa                 | Port Elizabeth | 10:12:57 | [ 2 ] |
| 10. Dez. 2005 | 1    | Swakopmund Ultra Triathlon           | Swakopmund     | 04:29:01 | 1,9 km Schwimmen, 90 km Radfahren und 21 km Laufen                                                                                                  |
| 27. Nov. 2005 | 7    | Ironman Western Australia            | Busselton      | 10:23:10 | |
| 31. Juli 2005 | 3    | München Triathlon                    | München        | 02:15:08 | Hinter der Österreicherin Irina Kirchler und der Deutschen Renate Forstner belegte Möller den dritten Rang.                                         |
| 17. Juli 2005 | DNF  | Ironman Switzerland                  | Zürich         | –        | |
| 20. März 2005 | 4    | Ironman South Africa                 | Port Elizabeth | 10:00:33 | |
| 26. Feb. 2005 | 1    | NAM National Triathlon Championships | Swakopmund     | 02:15:39 | Möller siegte über die Distanzen 1,5 km Schwimmen, 40 km Radfahren und 10 km Laufen.                                                                |
| 4. Nov. 2005  | 3    | ITU Triathlon African Cup            | Mariental      | 02:22:17 | |
| 12. Apr. 2003 | 9    | ITU Triathlon African Championships  | Swakopmund     | 02:16:38 | |
| 4. Sep. 1999  | 1    | Austria-Triathlon                    | Podersdorf     | 10:12:52 | |
| 3. Okt. 1998  | 33   | Ironman Hawaii                       | Hawaii         | 10:47:22 | |
| 2. Aug. 1998  | 8    | Ironman Switzerland                  | Zürich         | 10:36:27 | |
| 18. Okt. 1997 |      | Ironman Hawaii                       | Hawaii         | 11:11:40 | |
| 1997          | 1    | Spreewald-Triathlon                  | Deutschland    | 04:25:20 | Die für den DSW Darmstadt startende Cordula Möller erzielte die bisherige Bestzeit der Frauen (2,2 km Schwimmen, 84 km Radfahren und 20 km Laufen). |

| Datum/Jahr    | Rang | Wettbewerb                                             | Austragungsort | Zeit     | Bemerkung |
| ------------- | ---- | ------------------------------------------------------ | -------------- | -------- | --------- |
| 4. März 2008  | 1    | Nationalmeisterschaft, Straße, Elite                   | Namibia        | 03:20:21 |           |
| 28. Okt. 2007 | 1    | Nationalmeisterschaft, Straße, Einzelzeitfahren, Elite | Namibia        | 00:34:18 | 22 km     |

(DNF – Did Not Finish)